# Luceafărul (revistă)
Luceafărul, inițial Luceafĕrul (scris cu ĕ, e scurt, adică ă din e), cu subtitlul „Revistă literară”, a fost o revistă al cărei prim număr a fost publicat la 1 iulie 1902, la Budapesta, de către studenții români organizați în Societatea academică „Petru Maior”. Apărea în zilele de 1 și 15 ale lunii și își avea redacția și administrația la tipografia „Poporul Român” de pe strada Vörösmarty 60/a, unde se și tipărea. Comitetul de redacție a fost alcătuit din Al. Ciura redactor-șef, Aurel P. Bănuț editor și redactor responsabil și Octavian Goga, Ion Lupaș, Ion Montani, Dionisie Stoica, Ion Lapedatu, Vasile E. Moldovan, Sebastian Stanca și George Zaria, membri.
În 1904 Octavian C. Tăslăuanu a devenit proprietarul și editorul acestei publicații care, începând din anul 1906, a apărut la Sibiu, cu subtitlul Revistă ilustrată pentru literatură și artă. Pe 16 iunie 1914 a apărut ultimul număr al revistei, în această formulă. Revista a reapărut, publicată lunar la București (1 ianuarie 1919 - august-septembrie 1920), și apoi la Sibiu (ianuarie-februarie-martie 1934 - septembrie 1939).
În 1945 Mircea Eliade și Virgil Ierunca au editat revista Luceafărul în Franța, prima publicație strict literară a exilului românesc. Periodicul a fost realizat la Paris și a avut doar două numere, în mai 1948 și în noiembrie 1949.
În 1958 Uniunea Scriitorilor din România a editat revista omonimă, Luceafărul, care a devenit în ultimele decenii ale dictaturii lui Nicolae Ceaușescu un organ de propagandă naționalistă.